# Дрізд сомалійський
Дрізд сомалійський(Turdus ludoviciae) — вид горобцеподібних птахів родини дроздових (Turdidae). Ендемік Сомалі.

## Назва
Наукову видову назву ludoviciae Етельберт Едвард Лорт Філіпс присвятив на честь своєї дружини Луїзи Джейн Форбс Лорт Філліпс, уродженій Ганніс († 1946).

## Поширення
Вид поширений у горах на півночі Сомалі. Його природне середовище існування — це гірські ялівцеві ліси та відкриті території на висоті від 1300 до 2000 м.

## Опис
Сомалійський дрізд спочатку вважався підвидом сіроволого дрозда (Turdus olivaceus), але з 1994 року вважається окремим видом. Він досягає довжини тіла 23 см і ваги 62 г. Самець в цілому шиферно-сірий. Верх голови, обличчя і горло чорнуваті, а область від грудей до живота більш світло-сіра. Підхвістя має сіро-білі кінчики. Підкрилки забарвлені в бежево-оранжевий колір. Дзьоб, очне кільце і ноги жовті. У самиці голова трохи більш коричнева. Підборіддя і горло вкриті чорними смугами. Грудка світло-сіра. Молоді птахи світліші — сірий колір, крапчастий і пунктирний бежево-сірий на верхній стороні і плямистий бежево-сірий на нижній стороні. Пісня схожа на пісню сіроволого дрозда. Проте тривожний дзвінок суворіший.

## Спосіб життя
Через тривалу політичну нестабільність в країні біологія виду вивчена погана. Повідомляється, що він потаємний і не дуже голосний, і часто годується невеликими групами, іноді групами до 30 птахів, коли харчується плодоносним ялівцем. Було знайдено чотири гнізда, кожне з яких містило по два яйця, і кілька пар спостерігали, як годували дитинчат у гнізді в травні.